# Housséville
Housséville est une commune française située dans le département de Meurthe-et-Moselle, en région Grand Est.

## Géographie
| Saxon-Sion            | Praye       | Saint-Firmin |
|                       | Housséville |              |
| Forcelles-sous-Gugney |             | Diarville    |

### Hydrographie
La commune est dans le bassin versant du Rhin au sein du bassin Rhin-Meuse. Elle est drainée par le ruisseau de Breuil,.

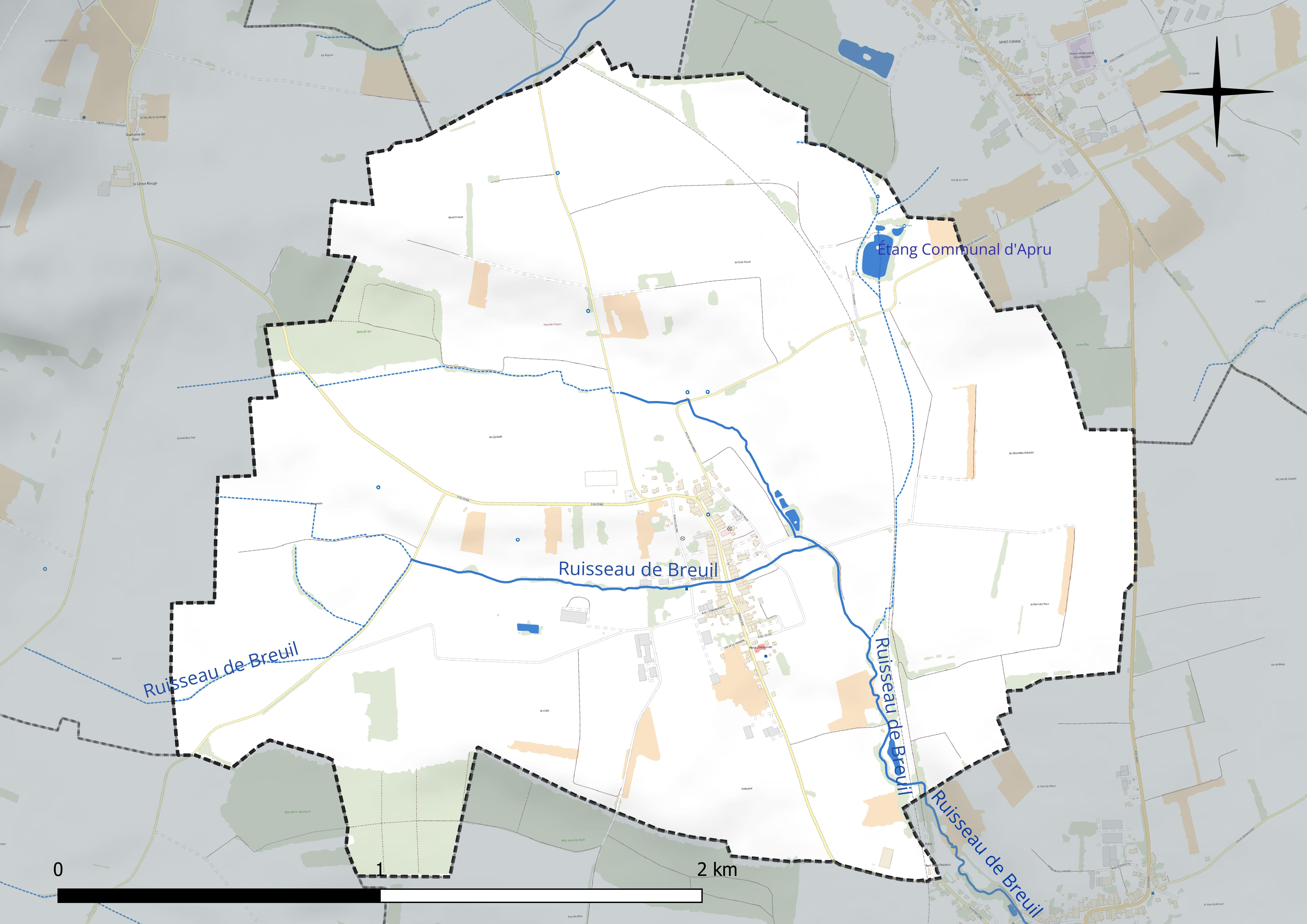
Réseau hydrographique d'Housséville.

Un plan d'eau complète le réseau hydrographique : l'étang Communal d'Apru (0,9 ha),.

### Climat
Pour des articles plus généraux, voir Climat du Grand Est et Climat de Meurthe-et-Moselle.
En 2010, le climat de la commune est de type climat des marges montargnardes, selon une étude du Centre national de la recherche scientifique s'appuyant sur une série de données couvrant la période 1971-2000. En 2020, Météo-France publie une typologie des climats de la France métropolitaine dans laquelle la commune est exposée à un climat semi-continental et est dans la région climatique  Lorraine, plateau de Langres, Morvan, caractérisée par un hiver rude (1,5 °C), des vents modérés et des brouillards fréquents en automne et hiver. 
Pour la période 1971-2000, la température annuelle moyenne est de 9,7 °C, avec une amplitude thermique annuelle de 17 °C. Le cumul annuel moyen de précipitations est de 909 mm, avec 12,2 jours de précipitations en janvier et 9,6 jours en juillet. Pour la période 1991-2020, la température moyenne annuelle observée sur la station météorologique de Météo-France la plus proche, « Mirecourt-inra », sur la commune de Mirecourt à 12 km à vol d'oiseau, est de 10,4 °C et le cumul annuel moyen de précipitations est de 824,3 mm. 
La température maximale relevée sur cette station est de 39,5 °C, atteinte le 25 juillet 2019 ; la température minimale est de −19,5 °C, atteinte le 20 décembre 2009,,. 
Les paramètres climatiques de la commune ont été estimés pour le milieu du siècle (2041-2070) selon différents scénarios d'émission de gaz à effet de serre à partir des nouvelles projections climatiques de référence DRIAS-2020. Ils sont consultables sur un site dédié publié par Météo-France en novembre 2022.

## Urbanisme

### Typologie
Au 1er janvier 2024, Housséville est catégorisée commune rurale à habitat dispersé, selon la nouvelle grille communale de densité à sept niveaux définie par l'Insee en 2022.
Elle est située hors unité urbaine. Par ailleurs la commune fait partie de l'aire d'attraction de Nancy, dont elle est une commune de la couronne,. Cette aire, qui regroupe 353 communes, est catégorisée dans les aires de 200 000 à moins de 700 000 habitants,.

### Occupation des sols
L'occupation des sols de la commune, telle qu'elle ressort de la base de données européenne d’occupation biophysique des sols Corine Land Cover (CLC), est marquée par l'importance des territoires agricoles (92,8 % en 2018), en diminution par rapport à 1990 (97,6 %). La répartition détaillée en 2018 est la suivante : 
terres arables (54,9 %), prairies (37,9 %), zones urbanisées (4,8 %), forêts (2,3 %). L'évolution de l’occupation des sols de la commune et de ses infrastructures peut être observée sur les différentes représentations cartographiques du territoire : la carte de Cassini (XVIIIe siècle), la carte d'état-major (1820-1866) et les cartes ou photos aériennes de l'IGN pour la période actuelle (1950 à aujourd'hui).

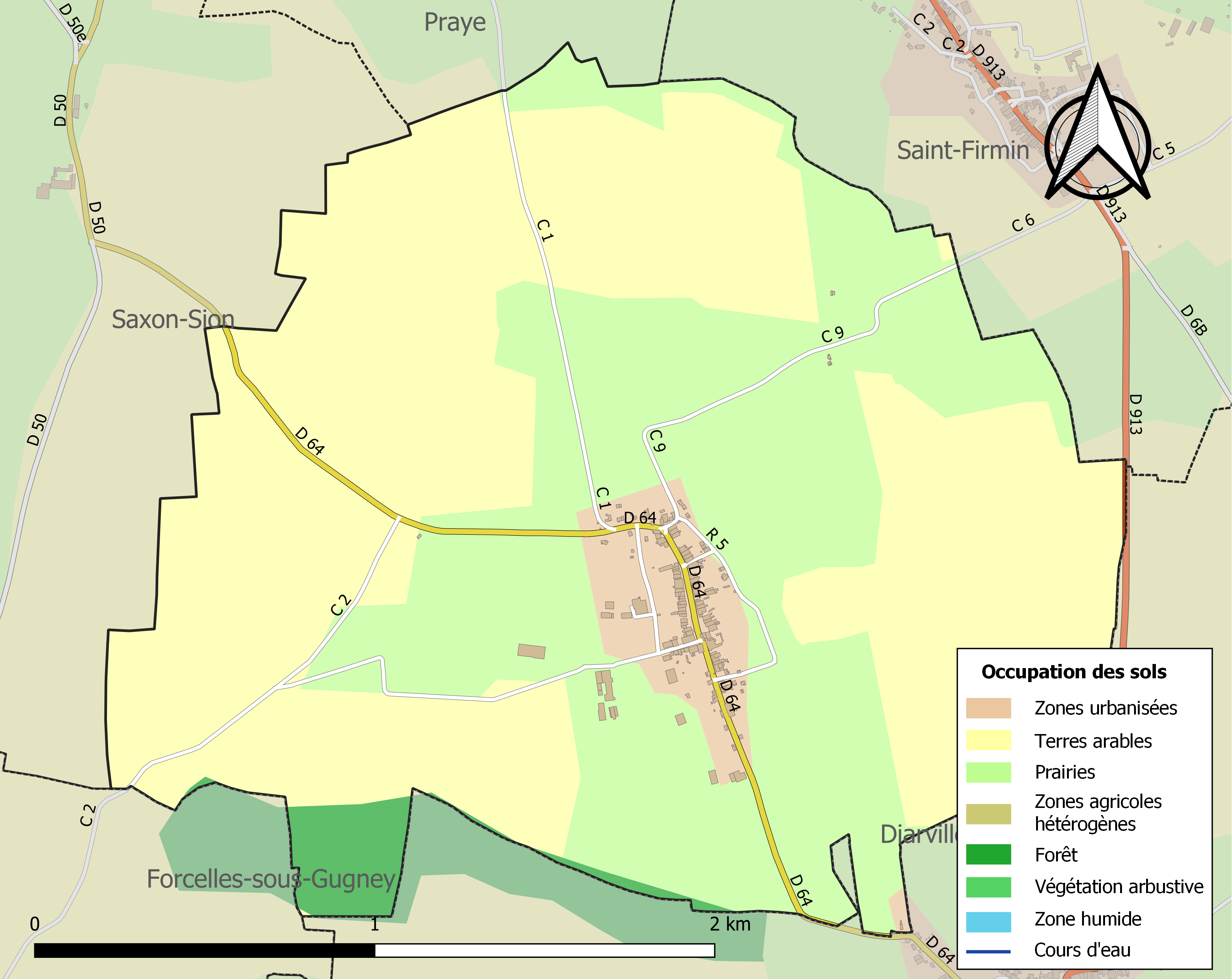
Carte des infrastructures et de l'occupation des sols de la commune en 2018 (CLC).

## Toponymie
- Ociaca villa (vers 690) ; Ursiniaci villa (1033) ; Hulcioli villa (1094) ; Hoceivilla (1183) ; Orsavile (1276) ; Houcieville (1298) ; Houceville (1398) ; Houseville (1408)[réf. nécessaire].

Curieusement l'explication proposée par Monika Buchmüller-Pfaff, n'est pas évoquée : seules les propositions de Albert Dauzat et Marie-Thérèse Morlet sont examinées ; de la même façon, l'explication fournie par Aude Wirth-Jaillard est ignorée.

## Histoire
- Présence gallo-romaine.
- le 22 juin 1940, le 6ème Régiment de Génie 61ème Compagnie a été fait prisonnier par les Allemands dans la commune[19]

## Politique et administration

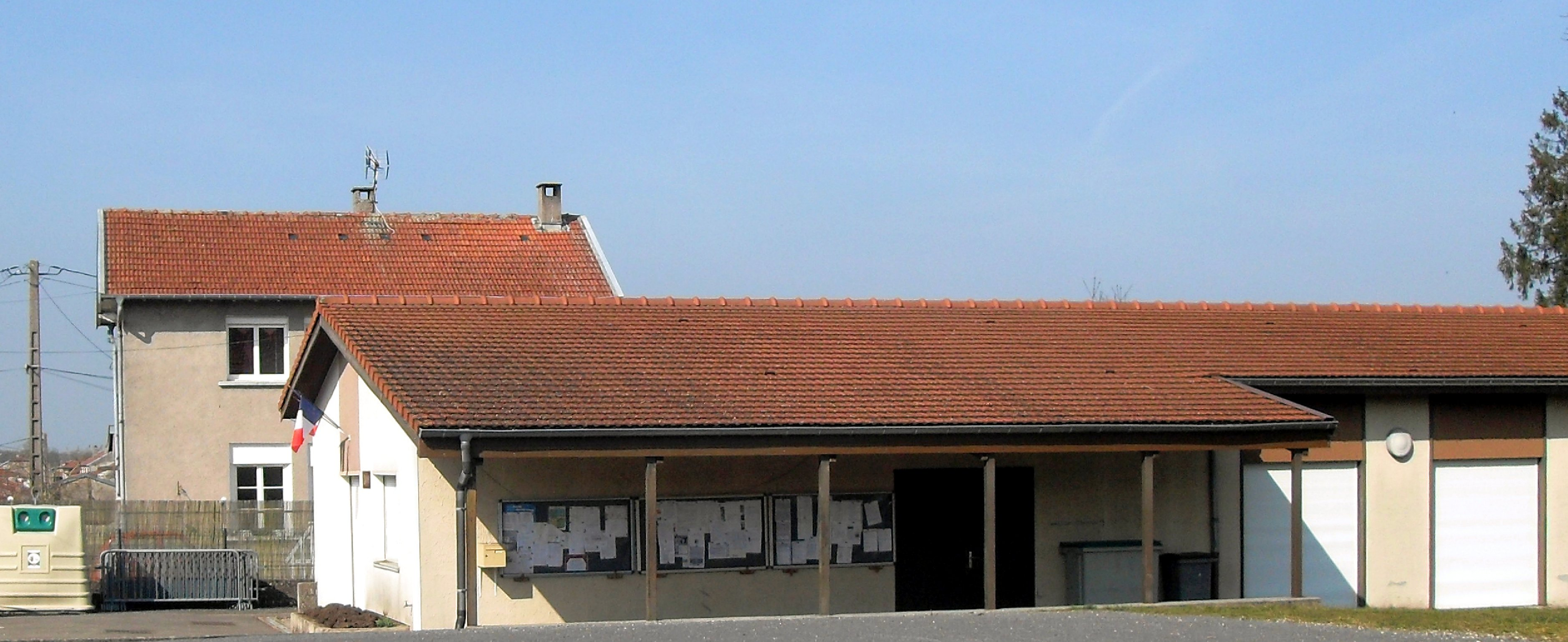
La mairie.

| Période                                  | Période  | Identité                    | Étiquette | Qualité                                                         |
| ---------------------------------------- | -------- | --------------------------- | --------- | --------------------------------------------------------------- |
| Les données manquantes sont à compléter. |          |                             |           |                                                                 |
| mars 2001                                | mai 2020 | Francis Haye                |           | Agriculteur exploitant                                          |
| mai 2020                                 | En cours | Geneviève Pernot-Trevillot, |           | Profession intermédiaire administrative de la fonction publique |

## Population et société

### Démographie
L'évolution du nombre d'habitants est connue à travers les recensements de la population effectués dans la commune depuis 1793. Pour les communes de moins de 10 000 habitants, une enquête de recensement portant sur toute la population est réalisée tous les cinq ans, les populations de référence des années intermédiaires étant quant à elles estimées par interpolation ou extrapolation. Pour la commune, le premier recensement exhaustif entrant dans le cadre du nouveau dispositif a été réalisé en 2004.

En 2022, la commune comptait 131 habitants, en évolution de −21,08 % par rapport à 2016 (Meurthe-et-Moselle : −0,13 %, France hors Mayotte : +2,11 %).
| 1793 | 1800 | 1806 | 1821 | 1831 | 1836 | 1841 | 1846 | 1851 |
| ---- | ---- | ---- | ---- | ---- | ---- | ---- | ---- | ---- |
| 365  | 345  | 386  | 419  | 426  | 438  | 422  | 410  | 410  |

| 1856 | 1861 | 1872 | 1876 | 1881 | 1886 | 1891 | 1896 | 1901 |
| ---- | ---- | ---- | ---- | ---- | ---- | ---- | ---- | ---- |
| 326  | 343  | 334  | 322  | 319  | 326  | 321  | 282  | 258  |

| 1906 | 1911 | 1921 | 1926 | 1931 | 1936 | 1946 | 1954 | 1962 |
| ---- | ---- | ---- | ---- | ---- | ---- | ---- | ---- | ---- |
| 274  | 253  | 192  | 201  | 203  | 205  | 197  | 206  | 204  |

| 1968 | 1975 | 1982 | 1990 | 1999 | 2004 | 2006 | 2009 | 2014 |
| ---- | ---- | ---- | ---- | ---- | ---- | ---- | ---- | ---- |
| 186  | 166  | 161  | 146  | 156  | 161  | 163  | 178  | 170  |

| 2019 | 2022 | - | - | - | - | - | - | - |
| ---- | ---- | - | - | - | - | - | - | - |
| 142  | 131  | - | - | - | - | - | - | - |

## Culture locale et patrimoine

### Lieux et monuments

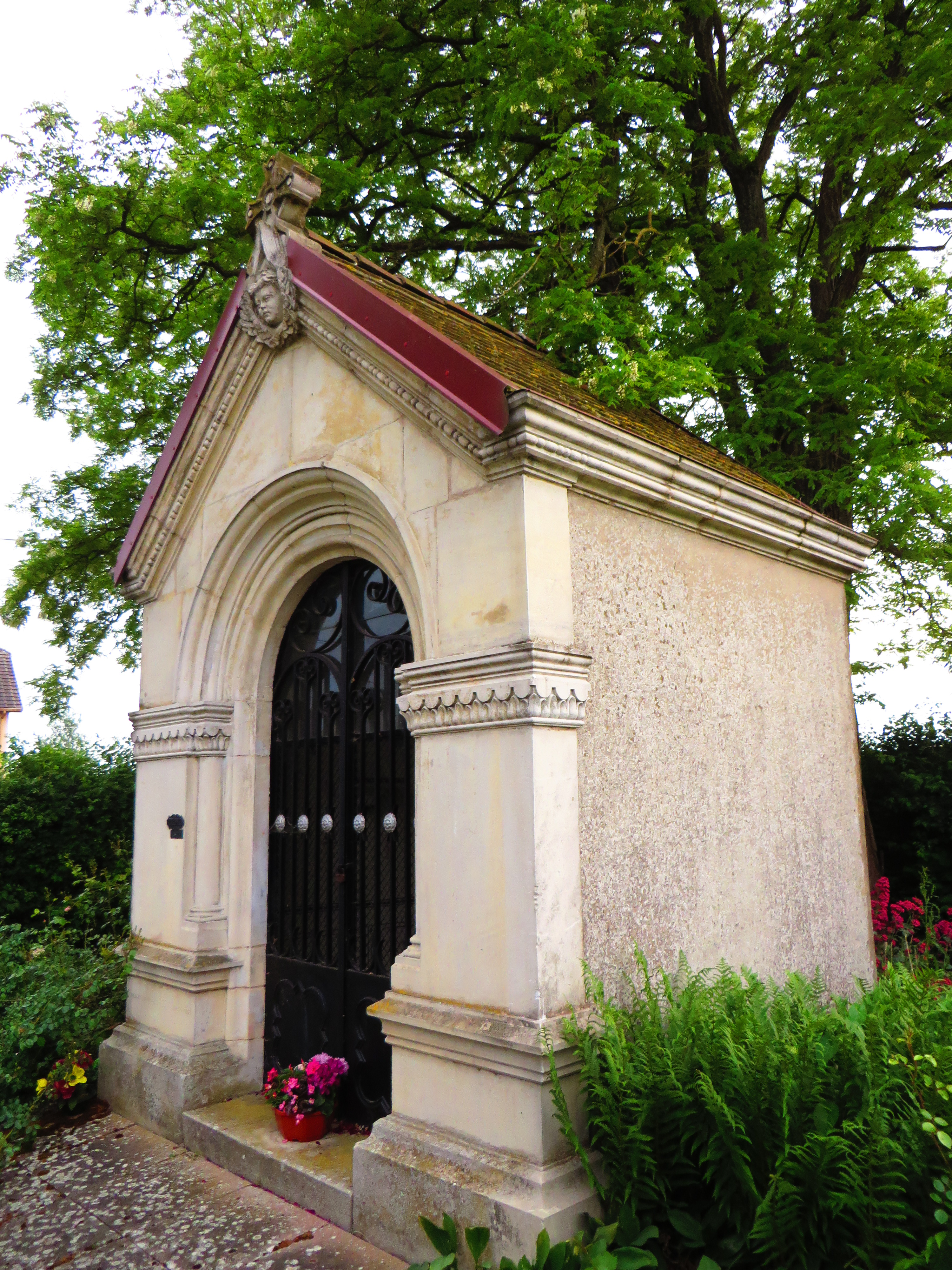
Chapelle du Chemin-des-Morts.

- Habitat lorrain avec de nombreuses portes charretières du XVIIIe en plein cintre.
- Église Saint-Georges du XIXe.
- Chapelle du Chemin-des-Morts du XIXe près du cimetière.
- Gare de Saint-Firmin - Housséville (1879).

### Héraldique, logotype et devise
| Blason de Housséville | Blason  | Écartelé : au premier et au quatrième de sinople à l'étoile d'or accompagnée de trois gerbes de blé du même, au deuxième d'azur aux deux colombes affrontées d'argent, membrées de gueules, posées sur un mont d'or et surmontées d'une étoile du même, au troisième de gueules au bièvre assis d'or, la queue d'argent. |
| Blason de Housséville | Détails | Une branche de la famille Vallée est devenue seigneur de Housseville, elle portait de sinople à l'étoile d'or accompagnée de trois gerbes de même. En réalité Jean François Vallée eut la permission de reprendre les armes de sa grand-mère, née Houdreville. Son frère qui, pour les mêmes raisons, portait les armes de Houdreville, épousa Barbe Maimbourg, et du chef de celle-ci devint seigneur de Housseville. Afin de bien distinguer Houdreville et Housseville le blason de cette dernière commune est écartelé Houdreville et Maimbourg (les colombes et le bièvre). Le statut officiel du blason reste à déterminer. |